# Département des corrections (Thaïlande)
 (août 2016).

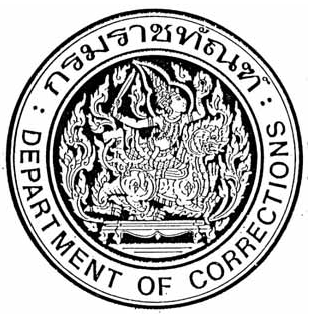
Emblème officiel du Département des services correctionnels

Le Département des corrections (thaï : กรมราชทัณฑ์ กระทรวงยุติธรรม) est une agence du gouvernement de la Thaïlande responsable de l'incarcération et de la réhabilitation de criminels. Le département a son siège à Subdistrict Suanyai, District Mueang Nonthaburi (en), Province de Nonthaburi.

## Prison
- Bang Kwang Central Prison (en)
- Klong Prem Central Prison (en) - a une prison pour femmes

Bang Kwang est la seule prison habilitée à appliquer la peine de mort en Thaïlande, le couloir de la mort pour les hommes et la chambre d'exécution s’y trouvent La prison Klong Prem (Lard Yao) pour femmes le couloir de la mort pour les femmes,.